# 巷弄裡的那家書店
《巷弄裡的那家書店》，2014年臺灣偶像劇，夢田文創與映畫傳播製作。本劇獲得文化部影視及流行音樂產業局101年度高畫質（HD）電視節目旗艦型連續劇類補助新臺幣3,000萬元。本劇結合工業設計龍頭奇想創造謝榮雅，與臺灣設計界的大師林磐聳共同合作。由李威、謝欣穎、黃鴻升、王樂妍、周采詩主演。本劇於2013年9月底進駐松山文化創意園區拍攝，作家楊照擔任製作顧問，主場景「閱樂書店」為原松山菸廠育嬰室，2013年10月開拍，2014年5月1日殺青，但殺青後原松山菸廠育嬰室正式成為台北“閱樂書店”。華視於2014年4月18日晚上10點首播，TVBS歡樂台於2014年5月17日晚上11點播出。在TVBS版本的劇末，更會播出《打烊後的那家書店》，以幕後訪問和漏網鏡頭為主。
每集的片尾曲中，除常常取錄的金句和節錄外（《撒哈拉的故事》、《楊牧詩集》、《古都》、《傾城之戀》等），也會有本週作品介紹；而劇末也播出由導演侯季然所製作的紀錄片《書店裡的影像詩》，訴說臺灣40家獨立書店的真實故事，創下紀錄片與偶像劇結合的首例。其中4月23日適逢世界閱讀日，希望能培養和分享閱讀的樂趣。而海外版權更賣到海外28國家和地區，更將參加上海影視節、法國坎城電視節等海外影視展。而在周夢蝶離世後一天，《行到水窮處》（節錄）在第三集由李威朗讀；而周夢蝶離世後十五天，整本《周夢蝶詩文集》在第五集片尾成為本週推介書。
本劇授權樂視網在大陆播出後獲廣大迴響，截至2014年5月28日的點擊次數近470萬，並引起《南方都市報》大幅報導；2014年5月28日，夢田文創執行長蘇麗媚宣布，2015年將拍本劇續集，並將書店擴大至兩岸三地，讓全球華人看到在地文化。2015年6月，《書店裡的影像詩》也確認將會接拍第二季。

## 播出時間

### 首播
| 頻道                 | 所在地 | 播映日期                    | 播出時間                 |
| -------------------- | ------ | --------------------------- | ------------------------ |
| 華視主頻、華視HD頻道 | 臺灣   | 2014年4月18日 （至5月30日） | 每週五 22:00-23:30       |
| 華視主頻、華視HD頻道 | 臺灣   | 2014年6月6日                | 每週五 23:00-24:30       |
| 龍華偶像台           | 臺灣   | 2014年4月19日 （至5月31日） | 每週六 20:30-22:00       |
| 龍華偶像台           | 臺灣   | 2014年6月8日                | 每週日 17:30-19:00       |
| TVBS歡樂台           | 臺灣   | 2014年5月17日 （至7月12日） | 每週六 23:00-24:30       |
| TVBS歡樂台           | 臺灣   | 2014年7月20日 （至7月27日） | 每週日 22:00-23:30       |
| TVBS歡樂台           | 臺灣   | 2014年8月3日                | 每週日 23:00-24:30       |
| Now 101台            | 香港   | 2014年11月25日              | 每週一至週五 21:30-22:30 |
| 星和都會台           | 新加坡 | 2015年12月7日               | 每週一至週五 22:00-23:00 |
| ViuTV                | 香港   | 2017年1月23日               | 每週一至週五 19:00-20:00 |

### 重播
| 頻道                 | 所在地 | 播映日期                    | 播出時間                            |
| -------------------- | ------ | --------------------------- | ----------------------------------- |
| 華視主頻、華視HD頻道 | 臺灣   | 2014年4月19日 （至5月31日） | 每週六 15:00-16:30                  |
| 龍華偶像台           | 臺灣   | 2014年4月20日 （至4月27日） | 每週日 13:00-14:30                  |
| 龍華偶像台           | 臺灣   | 2014年5月3日                | 每週六 06:30-08:00                  |
| 星和都會台           | 新加坡 | 2015年12月8日               | 每週二至週六 03:00-04:00            |
| 星和都會台           | 新加坡 | 2015年12月8日               | 每週一至週五 13:00-14:00            |
| 星和都會台           | 新加坡 | 2015年12月12日              | 每週六 08:00-12:00 （五集完整重播） |
| ViuTV                | 香港   | 2017年1月24日               | 每週一至週五 13:30-14:30            |

## 演員陣容

### 主要角色
| 演員   | 角色             | 粵語配音 | 介紹 | 登場集數                                                                                 |
| 李威   | 向書磊（楊墨成） | 郭俊廷   | 31歲，出身醫生世家前，與爸爸在台北華泰醫院工作，前為行政處處長，杜可婕失踪後半年多，喜歡騎摩托車，後來變成喜歡騎腳踏車。因為自行到山上搜索途中發生意外，但沒有大礙。在第2集，即杜可婕失踪後一年，升職成為人資部主任，但對子承父業，往後成為院長完全沒有興趣。後來被貨車從後撞倒，腦部輕微腦震盪，但因心因性而失憶，自己也失踪兩年多，後來在宜蘭的小巷弄裡當起“閱樂書店”店長，易名為楊墨成，意外前只喜歡杜可婕為他講故事，杜可婕失踪前討厭閱讀，自稱「讀書累」，但她失踪後一年來有所改變，意外後，可以背誦和講解《楊牧詩集》，甚至因為覺得杜可馨不大喜歡《楊牧詩集》而不賣給她，再過一年，聽了杜可馨的背誦才賣給她，當時自稱是花蓮人，和在花蓮師範大學書店管理和文學系畢業。名字是楊墨成。在第4集，為了贏下賭注，不惜把二手旅遊書砍價賣給阿比。也因為終於知道杜可馨為了了解姐姐為何培養讀書的嗜好，才讓她成為店員。在第6集，當打探劉阿源的狀況時，突然跟醫生以醫學語言談起他的病因，被他以為楊墨成是醫生，令他是向書磊的身份差點穿幫。在第7集，與主診的陳醫生談及他配給劉阿原的藥產生副作用，而提供更安全的建議，被他以為楊墨成是醫生，但談話被杜可馨聽到而被她拆穿。在第8集，為了保護董欣霓，而惹上臭龜惡霸社團，後來更跟梁立芸到台北拜訪向家。在第9集，拜訪向家後，因為吃到自己喜歡的起司蛋糕，而心存愧疚。在第12集，跟劉家研發和推廣改良版的鴨賞炒飯，但因為印刷廠出錯，把錯誤訊息印在傳單而錯怪杜可馨。正當三天期限快到時，有觀光團到老劉的店，帶動附近一帶的生意。在第15集，到向家收書，在翻《杏林筆記》時，突然發現當年被撕下的成績單已被修補。在第16集，把向書磊假扮成楊墨成的經過，以楊墨成的身份講給小八聽，但被杜可馨偷聽。在第17集，幫杜可馨在她家滅除蟑螂之後，救她逃離火場，但第二天發現她已出院，一輪搜索後，發現她和家人離開醫院。在第18集，被董欣霓直斥他以楊墨成隱姓埋名，令家人朋友非常痛苦。後來跟杜可馨到回收場收書時，被她發現還沒有弄碎的醫療會計資料。在第19集發現兩本肺癌書被賣走。當他看到台北的閱樂書店，發現這跟他在夢裡的書店樣子也一模一樣。但是第20集因為董欣霓向李澤暄透露，向書磊是假失憶的，因此李澤暄將向書磊痛打一頓。在第21集，跟杜可馨坦白，稱家裡上鎖的房間是為懷念杜可婕，也有從舊屋搬到宜蘭的書，擺放順序跟店裡和她本來的順序一模一樣。在第23集，因為被蔡勁發手下打傷而送到華泰醫院，終於脫口與向天華相認。第24集為跟杜可馨道謝而逃出華泰醫院，反而被李澤暄道謝，說他是幫她追求和堅持夢想的人。比媽也識破和張揚他是向書磊的事實，也跟她到老劉的店的重開幕典禮。 | 全劇                                                                                     |
| 謝欣穎 | 杜可馨           | 姜嘉蕾   | 28歲，杜可婕的妹妹，曾經在補習學校當櫃檯。熱愛跳舞且嚮往浪漫生活，自從姐姐失蹤後，壓抑了自己原與姐姐相似的個性，也因為媽媽反對她學舞蹈，變得鬱鬱寡歡，與母親相依為命，姐姐失蹤一年後，小時候與李澤暄是好朋友，因為相親而重新認識，繼而成為伴侶，後來卻因為情變，讓杜可馨愛上向書磊（楊墨成），兩人於第13集分手收場。向書磊失踪兩年後（即姐姐失踪三年後），因為跟李澤暄到宜蘭觀光，發現一家巷弄書店，繼而找到向書磊，在第3集到花蓮，發現向書磊的故事有偏差，後來因為無故受屈，而辭去工作，到宜蘭成為書店店員，雖然在收書過程中遇上奇怪的客人，但知道向書磊喜歡舊書和對客人回憶深刻的書。在第7集，為了在淡水找線索，撇下男友自己搭捷運，為了更了解向書磊的故事，開始與他以書信來往。在第11集，正當惡霸社團和另一社團的毆鬥告一段落時，杜可馨失足在懸崖摔倒，但被向書磊、阿比和臭龜救回。在第12集，因為印刷廠出錯，把錯誤訊息印在傳單而被楊墨成錯怪。在第16集，借錢幫梁立芸繳電費，和買《文學風景》，在第17集，發現害怕蟑螂，程孟政向杜可馨解釋要求澤暄與她分手的原因，後來因雙親得知她燒傷，和因吸入濃煙，以致哮喘發作而住院，親自來醫院接她回台北。跟李澤暄冷戰後回宜蘭。原本想用小八畫給她的地圖找楊墨成家，繞了大圈後咒罵他，但成功到他家暫住後，發現她討厭豆芽菜。在第18集，在收書途中被楊墨成繞路，和被慫恿跟舞團練舞，及後到海灘吶喊《不繫之舟》的詩詞。然後把“憶”字項鍊送給他，跟向書磊和杜可婕送她的“樂”字項鍊同一款式。在第19集，責怪Mark把她跟男友分手，但當她想打他時，被李澤暄及時制止。在第20集，跟董欣霓攀岩時失手墜岩，但被繩子保命。當她去藥房替向書磊買藥時，偶然碰見李澤暄，之後決定跟向書磊決定將會離職，後來向書磊與她交換條件，若她留在書店，就告訴她為何一直假裝為楊墨成，所以又留下來待在書店。當向書磊和董欣霓的戀情被曝光後，杜可馨辭去宜蘭的工作，到台北閱樂書店工作，更在那裡借一張桌子，讓東日出版社繼續運作。在第23集，因為幫忙賣地瓜的婆婆過馬路，而偶然發現向天耀和大豐醫療器材的賬目，正想還給向書豪途中，發現向書磊被打。第24集因為舞蹈練習而扭傷右手。甄選當時，因為最後動作失足倒下，但因為可以重跳，成功成為躍古舞團團員。在大結局，把杜可婕的手稿還給爸爸。她也把有“原諒之必要”鑰匙夾的皮包送給董欣霓，而原諒她當姐姐小三的過錯。 | 全劇                                                                                     |
| 黃鴻升 | 李澤暄 （Shawn） |          | 27歲，一個從小努力當好學生的男生，因為相親，在他二姐的婚禮當接待生而認識杜可馨，繼而成為伴侶。與姐夫從事網絡二手服裝店生意，甚至以科學、數學和統計學方法，來增加樂透彩中獎勝率。曾經當兵時是空軍，但發現向書磊的故事有偏差。在第4集，自稱自己是向書磊的相反，擁有過人的記憶力，自稱“忘不掉”。在第6集，在評估“老劉的店”的經濟困境，雖然詳細周全，但因為過於冗長，加上對店鋪前景不樂觀，被杜可馨掛電話，更因為杜可馨開始討厭他按部就班的人生計劃，理念不合而開始令感情亮紅燈。在第12集因為創業屢次碰壁，被二姐痛罵。後來卻因為情變，讓杜可馨愛上向書磊（楊墨成），在第13集直到宜蘭，被程孟政提出在三天以內跟一位商家成功取得合作合約來換取投資4000萬，讓他創業，否則要在他面前撕下計劃書，挑戰失敗後，向Mark求職，但他要李澤暄無論如何都要追求成功，想李澤暄跟杜可馨分手。後來當創作劇團想籌錢實現開始製作，以Mark質疑他網購計劃失敗例子，而質疑計劃的可行性，卻令杜可馨不知所措，跟平常認識的他判若兩人，因此兩人分手收場。在第15集，接下John收購老劉的店的任務，而跟董欣霓到宜蘭，但在第16集跟劉家再遊說收購，但失敗，然後希望跟John比賽：誰能跟不肯收購的“釘子戶”簽下改建不收購合約。在第17集，不敢握杜可馨的手，是因為他太在意Mark的約定，卻被她冷待三天，也默默把猶大計劃改良，把宜蘭縣現有文化保存以發揚光大和促進當地旅遊業，更成為老劉的店品牌化的負責人和決策人，也推翻王總監的室內設計構思。更接受可能已跟杜可馨分手。在第19集，幫董欣霓解圍，拳打Daniel,然後要挾Daniel把艷照公開，更被Mark欽點為解約負責人。在第20集，因董欣霓公開向書磊沒有失憶，找向書磊算帳。在第21集與程孟政和阿比的父母，在台北舉辦「老劉的店」鴨賞炒飯品牌化後的試吃會，其發言廣受眾人稱讚。在第22集幫杜可馨準備亞維儂藝術節演出——舞團種子團員甄選，在第23集希望向書磊支持杜可馨，觀賞她的甄選賽，也幫老劉的店完成改造構圖，也把Mark要董欣霓清理的牆壁變成心力手印紀念牆，但舞團甄選和老劉的店重開時間撞期。 | 2-25                                                                                     |
| 王樂妍 | 董欣霓           | 楊婉潼   | 32歲，前環球建設房地產銷售經理，和向書磊有一段曖昧關係，與杜可婕是最好的朋友，可婕失踪兩年後，躍升成為營運總監。對紅酒有研究，心靈空虛。在第8集跟Mark想收購閱樂書店而失敗。在第10集被Daniel強吻後跟杜可馨泡澡，繼而跟她結拜為乾姐妹。在第16集跟楊墨成攤牌，和跟李澤暄再次央求劉阿原把祖屋賣給環球建設。雖然一直不讓杜可馨愛上楊墨成，不讓她成為“背叛者”，但其實對向書磊念念不忘，可是她直斥向書磊為了隱姓埋名，竟然連家人也忘掉。在第19集因為發現Mark買下向書磊爸爸的醫學書，正式踹破這騙局。在第20集以約杜可馨攀岩之名，其實要透露向書磊沒有失憶的事實，更割繩警告她不能愛上他，甚至幫她在台北找工作，讓她遠離向書磊。 | 1-5,8,10-25                                                                              |
| 周采詩 | 杜可婕           | 鄧潔麗   | 向書磊前女友，喜歡讀書，羨慕三毛與荷西，最喜歡的書包括《撒哈拉的故事》和楊牧作品。在第1集因為一次登山，在金瓜石無耳茶壺山失蹤，但以前也曾經在非洲流浪半年，但過半個月後有跟父母聯絡，她臨離開前跟家人說要登山，但跟向書磊說要到香港公差，可能已知道董欣霓和向書磊的曖昧關係。在第3集被董欣霓透露她當時在藝術廊工作。在第5集，被梁立芸認定為最有潛力小說作家，其它作品也曾經被刊登在報章裡。在第12集，出現於杜可馨和董欣霓的共同睡夢中。在第16集，被杜可馨和梁立芸發現她有在從香港出版的《文學風景》以筆名Jacco發稿，但投稿日期是2009年10月，正是她失踪前半年。而文章內容，正是向書磊想她轉換工作，成為書店老闆，而書店名稱，在第19集被梁立芸透露為“閱樂書店”，但在台北開店。 | 1-3,5-12,16-25 (因為多是在回憶裡，所以第1集後以特別演出身份出現。直至第25集再以真人亮相) |
| 李依瑾 | 梁立芸           | 陳子瑩   | 原本是作家，但因為一直沒有得獎，所以轉投出版業，成為一位守護好創作的編輯，東日出版社的總編輯，卻被杜可馨誤以為是杜逸民的情婦，其實欣賞杜可婕還沒公佈的小說作品，但被當時的上司退稿，為了找回原本的手稿而接近杜逸民。對日本文學特有研究。在第8集標示上提及會成為村上春樹讀書會的主講人，比杜可馨的《1Q84》讀書會晚十天，但有參加該讀書會，而成為嘉賓。在第9集，跟楊墨成到台北拜訪向家後，找不到杜可婕的手稿，但回到出版社後，因為又一本書被退稿而心情低落，也被員工說他們被拖欠工資。在第16集跟杜可馨借錢來交電費，然後到大書店把自家曹不滿作品《末日台灣》的擺放位置橋好，但被老闆發現。更被她批評她出版的書的題材太冷門。後來更把自己第一本出版的書《暗夜珍珠》，為了保值，寧可塗漆銷毀，然後變賣給資源回收，也不能轉讓給如閱樂書店的二手書書店。在第18集，跟杜可馨、杜逸民和楊墨成報告香港出版社把杜可婕出書的新聞在蘋果日報刊登。 | 5,7-9,16,18,21-25                                                                        |

### 其他角色
| 演員            | 角色            | 粵語配音 | 介紹 | 登場集數                    |
| 張翰            | 程孟政 （Mark） |          | 環球建設公司執行長。程健豐之子，文筆極好，在廣告文案界曾創造「一字一萬元」的傳奇，而很多房地產廣告的標語和引言都是出自他的手筆。在杜可婕失踪後兩年，爸爸因病而無法參加記者會，而代表他和環球建設宣布“綠能家園”計劃在宜蘭開發，開始實現爸爸秘密籌備五年的夢想：宜蘭打造如北海道的小樽或蘇格蘭的愛丁堡一般的歐陸式觀光城市，讓家鄉父老都可以有好日子過的“猶大計劃”，但在土地收購的過程中被眾人質疑，而範圍包括“老劉的店”和“阿娟餃子館”，但“閱樂書店”卻不在原本收購範圍以內。在第13集，替董欣霓幫李澤暄審閱他的網購創業計劃書，但覺得他的計劃不切實際，也白花金錢和心血，也暗喻他的企劃沒有未來長遠，也透露高中前是自閉兒，在高中時為了鍛煉他的社交能力而被送到美國留學。在第15集，當他跟爸爸到蔥園遊覽後，自己回到老劉的店，發現李澤暄已再次跟劉家遊說。他在閱樂書店發現楊墨成的非賣品-醫學書籍，想以一萬元購買兩本肺癌教科書。在第16集他到老劉的店品嚐鴨賞炒飯時到洗手間，但第17集出來以後，老劉的店已被John燒毀。並向可馨解釋當初要求澤暄與她分手的原因而道歉。之後更被爸爸痛罵，而要他跟劉家跪下致歉。在第18集終止原版猶大計劃，後接納李澤暄的轉型計劃，而首要任務，是把劉家鴨賞炒飯品牌化。於是在第21集與李澤暄和阿比的父母，在台北舉辦「老劉的店」鴨賞炒飯品牌化後的試吃會，廣受眾人稱讚。在第23集拒絕董欣霓的辭職信，更故意弄髒工地的白牆，要她清理，寓意讓她的心改過。 | 2-5,8,11,13-25              |
| 楊懷民          | 杜逸民          |          | 杜可馨和杜可婕的父親，社會系教授，對財務一竅不通，曾經忘記報稅而被家訪，為了找可婕，頭半年已花掉50多萬，只為可婕家付房租，而忘記定杜媽媽的新租約，而差點被房東逼遷，但在最近的搜救過程（失踪後半年）跌倒送院。罔顧妻子和可馨，之後與兩母女離異，失踪超過兩年依然堅持每天找可婕，但以前曾經是可婕被冷落。在第9集，梁立芸跟他道歉，因為出版社營運出現問題，加上杜可婕的手稿還沒找到，讓計劃擱置，但把學生的繪畫和手工作品送給梁立芸變賣。在第17集，因得知杜可馨燒傷住院，在出院後親自來醫院接她回台北。為了繼續支持她到宜蘭工作，而再跟妻子爭吵。在第18集，覺得香港蘋果日報炒作杜可婕出書的話題，但發現自己根本不清楚她會寫作，拿不到證據採取法律行動而感到自責。在第24集，在妻子收拾杜可馨房間時，發現她舞團甄選的參賽通知單，想跟妻子去，其實是調虎離山，被困在吊車上說服她支持杜可馨的選擇和興趣。 | 1-5,7,9,17-18,24-25         |
| 梁家榕          | 秦若蘭          |          | 杜可馨和杜可婕的母親，是一位家庭主婦，可婕失踪後一個月，跟命理和風水老師為家中放置特別擺設，望能夠早日找到可婕。但在可婕失踪後一年，她已接受杜可婕被認定死亡和與丈夫離異的事實，決心增加自己的財富和積蓄，也開始跟杜可馨催婚，到後來才發現自己也可能因為與丈夫早婚而後悔才沒有追問。在第17集，因得知杜可馨燒傷住院，在出院後親自來醫院接她回台北，更因為不想讓可馨再到宜蘭工作，而跟她和丈夫爭吵，最後被他們遺棄。在第24集，在收拾杜可馨房間時，發現她舞團甄選的參賽通知單，想阻止她甄選。 | 1-4,7-8,17,24-25            |
| 陶傳正          | 程健豐          |          | 程董，程孟政之父，宜蘭人。聰明肯學、處事圓滑，從工人、監工一路升到建設公司的總經理。在杜可婕失踪後兩年，因病而無法參加記者會。在第五集在宜蘭老家的後園種草莓，可是因為兒子對宜蘭沒有感情，令他一生的價值和信念，慢慢地被兒子摧毀。在第16集，身體越來越不好，跟兒子到蔥園，透露他小時候非常貧窮，在那裡打過零工，也曾經在現時杜可馨的住房裡租房子，更跟劉阿原的爺爺賒賬三個多月。化療後發現肺癌腫瘤復發。在第17集，因為老劉的店被John燒毀，把罪行怪在兒子身上，要他跟劉家跪下致歉。 | 2,5,8,16-17,19              |
| 趙樹海          | 向天華          |          | 華泰醫院前院長，向書磊和向書豪的父親。向書磊意外逃跑後與他全無音訊。在第9集，因為向書豪腦腫瘤手術失敗，以致沈姓病人死亡，跟向書豪訓話，加上安寧病房管理不善，加上長年虧本，因此在第14集，被爸爸除下院長資格。在第22集，向天耀跟向揚告密，說向天華收受大豐的回扣，而被華泰醫院列入黑名單，後來尋冤得雪。 | 2(回憶裡),9,14-15,18,21-25  |
| 陳玉玫          | 向林燕          |          | 向書磊和向書豪的母親，向天華之妻，個性溫婉，講話時帶北京腔，但非常手巧，能夠做台灣家常菜和特色小吃，尤其是向書磊的最愛：“雪花糕”（即起司蛋糕）。為了打探向書磊的近況，特意找杜可馨到家與向書豪見面，也確定向書磊用二手教科書的事情，但其實是他為了追女生，把買書的錢買玩具送給她，再問高年級學長借舊版課本。也透露向書磊當時的鋼琴老師是長髮女郎，而不是楊墨成聲稱的男教師。在第9集，為刺激向書磊的記憶，不斷把他書房裡 的物件跟他分享，最後忍不住跟擁抱，也希望他不要再以楊墨成的身份把家庭拆散。 | 2(回憶裡),5-6,9,14-15,23-25 |
| 吳翔震          | 向書豪          | 蔡忠衛   | 向書磊的弟弟。台北畢泰醫院的醫師。跟杜可馨確認向書磊失踪和捏造楊墨成身份的過程，但也對那個過程可能無法還原感到無奈卻同情，也希望杜可馨不要跟醫院或他爸爸追問這事。在第9集，因為向書豪腦腫瘤手術失敗，以致沈姓病人死亡，被爸爸訓話，不要跟病人和家屬作任何保證，但因為爸爸後來與他跟哥哥比較，一怒之下離開醫院，但剛好碰到杜可馨而阻止，更暗嗆她傷害李澤暄。在第15集，以邀請楊墨成到向家收書之名，代父母向他求情，讓向書磊回家。在第18集，在爸爸被除下院長職務後，決定帶爸爸到宜蘭。在第21集，因為爸爸被拒進入醫師餐敘，所以到閱樂書店，求杜可婕替他們幫向書磊求情，要他回台北。在第23集，向書磊“恢復記憶”，但因為他被大豐醫療器材的手下打傷，為他急救。原本討厭杜可馨，但如果她沒有跟賣地瓜的婆婆要到匯款單，父親可能不能洗脫罪名，更不可能跟向書磊再相認。 | 3,5-6,9,14-15,18,21-25      |
| 劉羽謙          | 劉比恩 （阿比） |          | 一心只想離開小鎮，認為這個小鎮是世界上最拘束最無聊的地方，也因為爸爸的餐廳生意一落千丈，而不想子承父業。因為遇上見聞淵博，來自台北的向書磊（楊墨成），所以開始常到書店看書和喜歡看旅遊節目，也為了結交女朋友而看書寫詩詞。在第6集，因為家庭負擔不起，不能到台北戶外教學而跟父母翻臉，但其實他想休學，到台北工作，繼而舒緩經濟壓力。而後來與楊墨成設計宣傳單張，令阿劉的店生意突飛猛進，但因為爸爸心臟病發而心存怨恨，變得憤世嫉俗。在第9集，因為怕被惡霸社團在學校欺凌，所以在閱樂書店暫避，但條件是要把《麥田捕手》讀完，及後再要背熟摩托車組裝大全，讓他能夠破壞惡霸社團的摩托車和腳踏車，但其實楊墨成正想要跟臭龜單挑摩托車組裝，如果被他抓走，應該可以給阿比機會，免被惡霸社團欺負。正於他幫惡霸社團組摩托車時，臭龜被令一社團追殺，與阿比逃到山上。在第12集，跟劉家研發和推廣改良版的鴨賞炒飯，在三天內如果生意沒有改善，阿比就可以輟學找工作，但在第13集，正當三天期限快到時，有觀光團到老劉的店，帶動附近一帶的生意。 | 3-14,17-19,24-25            |
| 陳萬號 （英雄） | 劉泰原          |          | 49歲，阿比的父親，在宜蘭的巷弄裡經營「老劉的店」。廚藝了得，“鴨賞炒飯”第三代傳人，但店鋪管理不善，面臨倒閉危機。「逢『九』就遇劫」（四十九歲），對未來憂心忡忡。在、當太太想以“$199吃到飽”來招引顧客，反而因為成本上漲，令虧本加劇，加上拖欠貨款多時，在顧客丙催菜後跟想幫忙煮菜的比媽吵架，出走不遠，即心臟病發而昏倒。講話時帶濃厚台灣國語腔。出院後有關店的念頭，但因為這也是三代留下的祖屋，即使有董欣霓、小豬和John一同再次遊說，也堅持不賣給建築公司，更把協議書撕掉。結束營業後，把鴨賞炒飯的食譜向顧客派發，以免秘方失傳。正當三天期限快到時，有觀光團到老劉的店，帶動附近一帶的生意，更在一個中午賣出三百份鴨賞炒飯，破歷年紀錄。在第16集，跟李澤暄說明為什麼他們不肯賣老劉的店給環球集團的原因，更透露已賣房子的舊鄰居的生活變壞，最後跪求李澤暄想公司最後一次不被收購的意願。因此最後老劉的店被John燒毀。在第17集，他和妻子被火燒傷，但被John救命，而終於幫他簽約，但店子燒毀後，被程家收留暫住，但在第19集說鴨賞炒飯再研製，保證重新開業後，像紅牛讓顧客飛上天。喜歡唱卡拉OK。在第21集，在台北被環球建設公司把鴨賞炒飯料理包的專利權送歸他所有。 | 3-7,10-17,19-22,24-25       |
| 黃采儀          | 比媽            |          | 阿比的母親。「老劉的店」老闆娘，但因為店鋪面臨倒閉危機，想盡辦法讓店鋪繼續營業，但“NT$199吃到飽”雖然令生意增加，但反而令夫妻感情變壞，令劉阿原應接不暇，繼而心臟病發。講話時帶濃厚台灣國語腔。在第12集，為阻止阿比輟學，跟劉家研發和推廣改良版的鴨賞炒飯，在三天內如果生意沒有改善，阿比就可以輟學找工作，但在第13集，正當三天期限快到時，有觀光團到老劉的店，帶動附近一帶的生意。在第17集，她和丈夫被火燒傷，但被John救命，而終於幫他簽約。老劉的店燒毀後，在第18集在閱樂書店成為實習店員。在第19集，因為楊墨成和杜可馨咫尺之遙，卻頻傳短信而看不過眼。在第24集識破楊墨成是向書磊的事實，是第一個知道真相的宜蘭人，但她已張揚到整個鄉里。 | 3-7,10-22,24-25             |
| 余晉            | 朱健圭（臭龜）  | 蔡忠衛   | 不愛讀書的高中生，仗著自己爸爸是鄉民代表之類的身份（惡霸社團老大）到處惹事，惡霸社團老二。在第8集在學校與同學跟阿比收保護費，為了幫小元報仇而跟同學砸壞閱樂書店，也乾脆把阿比收拾。被楊墨成挑戰組摩托車的限期最後一天，拉下阿比來幫他完成組車，但被令一社團追殺，與阿比逃到山上，但阿比因為義氣相挺，一路保護臭龜，才讓他們成為朋友，也透露自己缺乏父母關愛，也被豬肉強透露他爸爸也是債主之一。在第12集，幫比爸抓鴨子和宣傳老劉的店，但因為小元傳短信說生意還是沒有起色，而罵髒話。在第13集，小元再傳短信說生意突飛猛進，令他再以髒話，但陳老師不但沒有趕他離開教室，反而會請所有學生在下課後到老劉的店喝飲料。在第24集，原本要放鞭炮音效，卻把杜可馨在給向書磊打昏時的喊話播放。 | 8-15,17,19,24-25            |
| 馬之秦          | 阿娟            | 鄧潔麗   | 在宜蘭的巷弄裡開了間水餃店，講話有大陸腔，小八的外婆，因為不會講台語，所以全市人以為她惱羞成怒，脾氣不好，對小八特別嚴厲，痛恨小八的媽媽，以為她拋棄小八，其實阿娟和藹可親，卻非常不喜歡阿劉的店的顧客胡亂停泊車輛。在第九集，因為目睹臭龜故意放可疑物品放在阿娟的醬油來騙取賠償，剛好杜可馨也在場作證，卻被他和惡霸社團砸店，但也令杜可馨明白阿比生性負面的原因。在第11集，跟劉家警告環球建築集團的收購計劃，也不准比爸比媽變賣老劉的店。在第15集發現婉容因為在小八出生後不久患病，與丈夫離開台灣，最後為她朗讀《看雲》後，婉容離世。在第21集，因為要照顧年邁遠房親戚，把小八帶到閱樂書店託管。 | 5-10,15,17,19,21,24         |
| 小小彬          | 小八            | 莊巧兒   | 顧姓，由阿娟一人帶大，獨子。國小三年級生，個性調皮可愛，但品學兼劣的他，喜歡恣意想像，在水餃店裡玩一個人的遊戲。有一天，他為了跟賭氣，跑到閱樂書店，要求楊墨成帶他到台北找媽媽（但後來阿娟發現她其實在小八出生沒多久已患病）。可是，當楊墨成要求他把外婆親手做給他的小熊公仔抵押，他不肯，才發現其實他不憎恨外婆，也發現在故事書裡，也可以跟不同的角色玩遊戲。在第10集，原本跟杜可馨說好吃蝦仁餃子，但當楊墨成和陳雨凡帶披薩到晚餐，無辜被杜可馨罵他不守信。在第15集，跟阿娟到醫院探病重的媽媽，但他卻認不出她，所以躲在醫院的頂樓。在第16集，因為阿娟要辦婉容的身後事，把小八留在閱樂書店，後來把楊墨成的家的地圖畫給杜可馨。在第21集，跟杜可馨和楊墨成到台北參加杜可馨的讀詩會途中，發現台北也成功把老劉的店品牌化。在第22集，到華泰醫院探望爸爸，阿娟也讓他每星期六到台北跟爸爸一起住。 | 5-10,15-16,19,21,24-25      |
| 王自強          | 豬肉強          |          | 豬肉店老闆，劉家和阿娟的批發商，因為劉阿原拖欠貨款超過三個月，令生活困難，雖然再給劉家三天時間償還欠款，但阿原不幸心臟病發，所以暫時賒賬。可是因為“老劉的店”是大買家，也令自己的生意大受影響。在第9集跟鄰居一起幫阿娟整理被惡霸社團砸壞的餃子店，也幫被挨打的杜可馨敷臉。在第11集，在閱樂書店借洗手間的時候，因為楊墨成的車子拋錨而被杜可馨借用。救援成功以後為他們鐵打，也請臭龜吃飯，但也跟他向爸爸追債。在第17集，因老劉的店被John燒毀，號召周邊民眾一同出面滅火，在第19集，被Mark保證他會成為第二個商品研發和品牌化生意，喜歡唱卡拉OK，但被阿娟嗆他是音痴。 | 6-9,11,17,19,24-25          |
| 辛樂兒          | 陳雨凡          |          | 宜蘭人，閱樂書店音樂客，因為爸爸喜歡聽懷舊唱片，想買黑膠唱片給他，但因為與楊墨成坐在杜可馨特意留給姐姐的位子而被她責罵。在第7集，介紹自己是阿比的英語老師，師範大學畢業後回宜蘭工作，在第6集從女警察得知阿比爸爸在醫院的消息，覺得阿比在爸爸住院後變得鬱鬱寡歡，其實自己也發覺在宜蘭土生土長，像阿比的青年人越來越少，常常被杜可馨誤認對楊墨成有好感，但在第10集被證實。在第9集，因為教學資歷尚淺，被蔡老師看不起她挑戰他處理學校欺凌事件的態度。在第十集，看到楊墨成為阿比借《麥田捕手》來分析惡霸欺負他的企圖，令她感動，隔天跟他表白，卻失敗。在第14集，因為杜可馨生病，到閱樂書店代班，而再次跟楊墨成表白。 | 6-14                        |
| 乾德門          | 向揚            |          | 華泰醫院董事長，向天耀和向天華的爸爸，向書磊和向書豪的爺爺。在向書磊休養時間，輾轉聽到爺爺責罵爸爸因為常常批評他，令他發生車禍，但這也令他更想逃開家族事業。後來發現，雖然向書磊的成績不錯，但因為不是全校第一名，常常被爸爸罵，甚至把成績單撕掉。在第14集，在忘年會實行斷腕之舉，突然宣布醫院院長交由向天華的哥哥向天耀接管。在第18集，更宣布為癌症末期病人而設立的安寧病房，因為常年虧損而需要裁撤。在第23集，把向天華逐出華泰醫院，但在第24集，因為偷聽到向天華想跟他辭職，和向書磊已有足夠證據證明向天華的清白，故意讓向天華辭職，其實是跟向天耀反目成仇。 | 9(回憶裡),14,18,23-25       |
| 劉尚謙          | 向天耀          |          | 向天華的哥哥，向書磊和向書豪的大伯。在第14集，在忘年會被爸爸實行斷腕之舉，突然被父親宣布接管醫院院長職務。在第22集，大豐公司有過節，可能與向書磊和杜可馨在回收場找到的賬務有關，但對話被向書磊聽到，被他掌摑，可是向書磊以曾經跟另一藥商欠錢為由，故意說認錯人。但是第24集，與向天華兄弟鬩牆的事情被父親識破，甚至書磊歸來後，還聽他表達了這方面的經過，就是天耀企圖陷害天華，因此父子兩人反目成仇。 | 14,18,21-24                 |

### 客串角色
| 演員                   | 角色           | 粵語配音 | 介紹 | 登場集數                              |
| 張國棟                 | 老張           |          | 山腳小吃店老闆，販賣茶葉蛋、烏龍茶等，是最後一位目擊杜可婕的人，帶濃厚大陸腔，而杜可婕就是教他冷泡茶而沒有苦澀味道秘方的人，但在第25集，沒有認出杜可馨。 | 1,25                                  |
| 華千涵                 | 謝雅如         |          | 華視新聞外景記者，報導杜可婕失踪事件。 | 1(出現在董欣霓的回憶裡), 17(聲音演出) |
| 中華民國紅十字會救災隊 | 拯救隊         | 蔡忠衛   | 在金瓜石茶壺山上協助尋找杜可婕 | 1                                     |
|                        | 樂透彩店老闆   |          | 宜蘭樂透彩店老闆，跟李澤暄切磋擴展生意之道，因為那裡除了博彩的觀光客，完全沒有本地人生意。 | 2                                     |
| 林筳諭                 | 小豬           | 鄧潔麗   | 董欣霓的助理，視她為偶像，也開始買名牌包犒賞自己。但她的目的是炫耀身份，而董欣霓卻是撫慰寂寞，而小豬搞不清楚這種差別。 | 2-3,5,10,14,17,19,22                  |
| 黃雅珉                 | 劉香琴         |          | 李澤暄、李安儀、李雅晴、李詩涵之母。 | 2,12-13(回憶裡)                       |
| 廖梨伶                 | 李安儀         |          | 李澤暄的大姐 | 2,12-13(回憶裡)                       |
| 雪納瑞                 | 八粒           |          | 向書磊的小狗 | 2-5,7-8,22-23,25                      |
|                        | 校工           |          | 花蓮縣立濱海園小學校工。雖然證實楊墨成飛機發傳單的故事，但因為已服務校園大概42年，所以覺得他的故事有偏差。 | 3                                     |
| 地球                   | 阿凱           |          | 董欣霓的屬下，自言對她休假時還需要加班的壓力蠻大，在第八集被催“猶大計劃”土地收購企劃書，但因為口無遮攔，而被董欣霓辭退。 | 3,8,11                                |
| 金剛                   | John           |          | 董欣霓的助理，非常嫉妒董欣霓的職位比他高。在第8集，被催“猶大計劃”收購地區地主資料，因為後來跟阿凱得悉董欣霓被張老闆送花，後來向程孟政打董欣霓的小報告，指她跟一些客戶的關係過於複雜，卻被程孟政請辭，可是被董欣霓挽留。在第11集，為了收購老劉的店、阿娟餃子館和豬肉強所屬街道的物業時，被劉阿原兩次拒絕，但眼見自己飯碗不保，加上董欣霓嚇唬和推舉新加入的李澤暄，John決定以20萬台幣叫里長砸店，卻被其兒子臭龜、阿比和前惡霸社團以丟入河裡破壞計劃。在第15集時當他再求里長幫忙，卻被他反對。李澤暄想救他而不被車撞，卻失足而再掉到河裡，並再去向黑龜要求時，繼續被丟入河裡。在第16集，為了不想跟李澤暄爭奪職位，乾脆把老劉的店燒掉。但在17集時，雖然救回比爸比媽，而終於成功被他們答應收購，卻發現計畫不理想，繼續躲在防火巷內絞盡腦汁，卻被警方發現而帶回警局，自此之後程孟政也將其自環球建設開除。 | 2-3,8,11,14-17                        |
| 馬利歐                 | 郭哥           |          | 補習社班主任和老闆。因為董事長不滿白小姐（台北江議員女兒）沒有上到試聽課，而無辜讓杜可馨被罵，她搞清楚狀況後對他和郭哥反罵，之後郭哥被革退，暗戀玉梅，而玉梅是處理白小姐業務不當的元兇。 | 3-4                                   |
|                        | 警察           |          | 當年協助調查董欣霓家失竊案。 | 3,8(回憶裡)                           |
|                        | 蔡興國         |          | 補習社“補教王國”董事長，因為不滿白小姐（台北江議員女兒）沒有上到試聽課，而無辜讓杜可馨被罵，她搞清楚狀況後對他和郭哥反罵，之後憤然離職。 | 3                                     |
|                        | 老師           |          | 向書磊的國小國文老師，因為向書磊小時候家境貧窮，被迫買二手書，但巧遇課本改版，而沒有責怪不能買改版課本的他，反而讚歎可以欣賞多一篇作品。 | 4                                     |
|                        | 小向書磊       |          | 小時候家境貧窮，被迫買二手書，但巧遇課本改版，而不能買改版課本的他，只能朗讀舊版課本的課文，被同學嘲笑。 | 4                                     |
| 張顥                   | 陳先生         |          | 台北二手書客，身體魁梧，喜歡健身，同性戀者。是杜可馨第一次獨自收書的客人。 | 4                                     |
| 陳季霞                 | 程太太         |          | 程孟政之母，程健豐之妻。 | 4                                     |
| 謝武龍                 |                |          | |                                       |
| 高振鵬                 | 趙老先生       |          | 台北二手書客，83歲，因為不想打擾兒子與媳婦的生活，到榮民之家居住，但因為房間空間不足，但不捨把珍藏丟到資源回收，所以希望把二手書變賣。收藏中包括戒嚴時期，出自魯迅的第一禁書——《吶喊》，但在文革時期，卻被毛澤東大力推崇而沒有成為內地禁書。那本書雖然是非賣品，但因為劉家經濟拮据，為分擔醫藥費和清還債務，楊墨成在第7集決定以每本60萬台幣底價拍賣，可見價值不菲。 | 5,7                                   |
| 周家漢                 | 酒吧店員       |          | 覺得向書磊是花花公子的第一人，用英文講話時帶東美國腔。 | 5                                     |
|                        | 法院律師       |          | 覺得向書磊是花花公子的第二人，是他的大學同學，常常需要解決他的男女糾紛。 | 5                                     |
|                        | 書客           |          | 確認向書磊以前是“讀書累”，也確認杜可婕像“謎一樣的女人”。 | 5                                     |
| 陳風                   | 陳先生         |          | 杜可馨第一次帶同李澤暄收書的書客，擁有整套《世界電影》雜誌收藏，但杜可馨無法接收，加上李澤暄想單買一本雜誌而大動肝火，令收書交易差點失敗。 | 5                                     |
|                        | 經理           |          | 拒絕李澤暄的投資企劃書，認為他的計劃不夠全面和不切實際。 | 6-7(回憶裡)                           |
|                        | 顧客甲         |          | 因為跟阿比催菜，而跟他吵架。 | 6                                     |
|                        | 顧客乙         |          | 因為肉沒有煮熟，跟阿比埋怨，令阿比打翻顧客甲的平板電腦。 | 6                                     |
|                        | 顧客丙         |          | 因為“喜相逢”、“烤小管”還沒上菜，跟比媽埋怨。 | 6                                     |
|                        | 書店老闆       |          | 閱樂書店常客，對書架排放分類很有趣，但因為杜可馨不清楚，覺得她沒知識。 | 6                                     |
|                        | 女警察         |          | 到阿比就讀的學校，通知劉阿原在醫院的消息。 | 6                                     |
|                        | 醫生           |          | 劉阿原的手術醫生，當楊墨成談及劉阿原的病況，突然以非常專業的醫學詞彙與他交談，令他以為他是醫生，也令楊墨成是向書磊的身份差點露餡。 | 6                                     |
|                        | 宅男同學甲     |          | 到閱樂書店參觀時，視杜可馨為“宅男女神”，而到《1Q84》讀書會，再送她的肖像畫。在第10集，為杜可馨與朋友們假扮成古惑仔，為阿比和楊墨成解圍。 | 6,8,10                                |
|                        | 宅男同學乙     |          | 到閱樂書店參觀時，視杜可馨為“宅男女神”，而到《1Q84》讀書會。在第10集，為杜可馨與朋友們假扮成古惑仔，為阿比和楊墨成解圍。 | 6,8,10                                |
|                        | 宅男同學丙     |          | 到閱樂書店參觀時，視杜可馨為“宅男女神”，而到《1Q84》讀書會。在第10集，為杜可馨與朋友們假扮成古惑仔，為阿比和楊墨成解圍。 | 6,8,10                                |
|                        | 陳進福         |          | 文物鑑定家。曾經在北京魯迅博物館親眼目睹《吶喊》原版親筆簽名，證明趙老先生的書不是贗品，後來以一百萬台幣投得，而把錢匯到劉阿原戶口，為他清還醫藥費。 | 7                                     |
|                        | 書店老闆       |          | 幫杜可馨了解角落書架排列方法的意思，上有詩，下有一個自己故事的人，在第8集，被董欣霓發覺這就是杜可婕書架排列。 | 7                                     |
|                        | 糕餅店老闆     |          | 幫杜可馨了解向書磊當時與杜可婕在捷運站附近河岸，在舢舨玩耍的記憶，已經是很久的事，因為那裡已經在杜可婕失踪後已被夷平，認為可馨不是台北人。 | 7,8(回憶裡)                           |
| 蔡明修 （蔡爸）        | 勇伯           |          | 阿強的鄰居和朋友 | 7,12-13                               |
|                        | 董媽媽         |          | 董欣霓的媽媽，擔心女兒過了30歲還不嫁人。 | 8(電話通話裡)                         |
| 地球                   | 小元           |          | 不愛讀書的高中生，惡霸社團老三。在第8集被董欣霓撞傷，但被向書磊拆穿是假摔博取賠償後搶去她的手機，卻被向書磊奪回，在學校與同學跟阿比收保護費，為報仇而跟同學砸壞閱樂書店。追殺後不顧而去，被臭龜責罵。在第12集，借肚子疼為藉口翹課，到老劉的店打聽情況。 | 8-12                                  |
| 湯若以                 | Amy            |          | 前東日出版社職員，因為三個月沒有寄錢回家，跟同事陳天養對梁立芸訴苦。在第15集離職。 | 9                                     |
|                        | 主任           |          | 教師會議主任 | 9                                     |
|                        | 蔡老師         |          | 15年教學經驗，但針對班上的臭龜欺負態度消極，被陳雨凡質疑，但反被他推下。 | 9                                     |
|                        | 沈先生         |          | 因為向書豪為兒子進行腦腫瘤手術失敗而怪罪於他，稱他為殺人兇手，但後來原諒他，讓他在病房裡的告別式出現。 | 9                                     |
|                        | 沈太太         |          | 因為向書豪為兒子進行腦腫瘤手術失敗，加上他對她擔保手術成功而怪罪於他，稱他為殺人兇手，但後來原諒他，讓他在病房裡的告別式出現。 | 9                                     |
|                        | 高中時期向書磊 |          | 曾經是籃球校隊，因為考試成績只有全校第八，被爸爸罵，後來乾脆成為惡霸，後來也漸漸染上飆摩托車的習慣。 | 9,16(回憶裡)                          |
|                        | 陳天養         |          | 前東日出版社職員，因為出版社倒閉，在第22集離職。 | 9,22                                  |
|                        | 盧奶奶         |          | 在醫院休養，小豬為了收購她丈夫留給她的家，帶同董欣霓把生意談成，讓她搬到台北跟兒子住。 | 10                                    |
|                        | 盧先生         |          | 盧女士的兒子，父親已故。 | 10                                    |
| 隆宸翰                 | 小開           |          | 盛大水泥的老闆，猛烈追求董欣霓，繼而到宜蘭跟她約會，追求不遂後想強吻她，但董欣霓成功逃脫。在第19集，因為不滿猶大計劃終止而索償發現他已婚，董欣霓把艷照傳給他妻子後，Daniel 被李澤暄打，更被他要挾接受新解約條件（兩千五百萬解約金，已減下Daniel要以五百萬買回艷照），否則公開艷照。 | 10,19-20                              |
|                        | 司機           |          | 黃老闆印刷公司的送貨員，因事務繁忙而要楊墨成收下錯誤傳單。 | 12                                    |
|                        | 鴨伯           |          | 老劉的店鴨子供應商和養殖農夫。 | 12                                    |
|                        | 導遊           |          | 大同國際旅行社導遊，包下老劉的店，帶動當地旅遊業和生意，也跟比媽約定每週一和週四帶團到該店包場吃午餐。 | 12                                    |
| 王中平                 | 李祖望         |          | 李澤暄、李安儀、李雅晴、李詩涵之父。 | 12-13(回憶裡)                         |
| 吳思顏                 | 李雅晴         |          | 李澤暄的二姐，因為姐夫外遇而回娘家痛哭，更因李澤暄創業計劃屢碰鐵板，而痛罵他，更要他負上與姐夫離婚的責任。 | 12-13                                 |
| 薛提縈                 | 李詩涵         |          | 李澤暄的三姊 | 12-13(回憶裡)                         |
|                        | 魏董           |          | 商人，屢次拒絕李澤暄的網購計劃，因為已答應產品在“馬上買”購物網獨家上架，讓李澤暄死心。 | 13                                    |
|                        | 趙經理         |          | 全台灣交易量最高網購平台“馬上買”購物網的經理。 | 13                                    |
|                        | 孝勇           |          | 富德林建設股份有限公司總經理，李澤暄的二姐夫。 | 13                                    |
|                        | 接待員         |          | 在撥打電話到孝勇的辦公室，卻聽見他跟妻子為他外遇的事而吵架。 | 13                                    |
|                        | 漁頭大哥       |          | 移動書城“明日號”老闆，以說服方式，來化解《海洋台灣》的書主紛爭。 | 14                                    |
|                        | 唐教授         |          | 大學海洋系教授。想以《海洋台灣》一書為學生講解台灣海洋文化和海岸線的奧秘，但被鄭伯伯爭奪。 | 14                                    |
|                        | 鄭伯伯         |          | 閱樂書店和“明日號”的客戶。兒子已故，曾是海洋研究生，而《海洋台灣》正是他最喜歡的書，卻被楊墨成說服把書讓給唐教授。 | 14                                    |
|                        | 趙主任         |          | 華泰醫院“安寧病房”的主任，根據向老院長，因為曾經醫死人（名為王秀芳君），也發生糾紛，令衛生處發出懲處文函，加上病房虧本令醫學中心申請失敗。 | 14                                    |
|                        | 里長           |          | 宜蘭里長，被John賄賂，讓黑龜和惡霸社團嚇唬老劉的店，但里長知道臭龜和惡霸社團阻攔 John的計劃，所以不敢再惹黑龜。 | 14-15                                 |
|                        | 黑龜           |          | 惡霸社團老大，鄉民代表，臭龜之父，因為臭龜跟阿比已經結拜成為乾兄弟，所以拒絕幫助 John，繼而再推他下水。 | 15                                    |
| 鄧九雲                 | 顧婉容         |          | 小八的媽媽，阿娟之女，顧志誠之妻，《看雲》是妻子最喜歡的兒童書，當杜可馨不能找到那本書，聽完阿娟和顧志誠的朗讀後，因肝癌過世。 | 15                                    |
| 小彬彬                 | 顧志誠         |          | 小八的爸爸，阿娟的女婿，婉容之夫，但在現實生活，小彬彬正是小小彬的爸爸。到閱樂書店找唐欣《看雲》一書，是妻子最喜歡的兒童書，當杜可馨不能找到那本書，把她摔下。當她找到後，跟楊墨成到醫院送書，才發現杜可馨和小八和阿娟相識，才跟他道歉。在第22集，在華泰醫院當魔術師，開解病人，但因為小八也在台北，令向書磊回到該醫院。 | 15,22                                 |
|                        |                |          | 阿比的同學和暗戀對象，喜歡把詩集放在工具書架，讓阿比後來閱讀，卻被楊墨成認為她經濟拮据，連最便宜的書也買不起。 | 18-19                                 |
|                        | 王總監         |          | 建築公司總監，一心想把老劉的店變成現代化裝潢，卻被李澤暄拒絕。 | 19                                    |
|                        | 郭秘書         |          | 華泰醫院秘書。醫師工會餐敘當櫃檯。因為向天華一直沒有帶邀請函的習慣，被他拒絕進場，但被哥哥說因為他是卸任院長，依然獲得豁免。 | 19,21                                 |
| 范宗沛                 | 音樂家         |          | 飾演本人，台北“閱樂書店”店長和音樂家。認識可婕，是她常到那裡創作。他覺得可馨跟姐姐聲音和脾氣很像，所以邀請她成為讀詩會嘉賓。在第23集，跟梁立芸一起買全身鏡給杜可馨，好讓她在書店休息時練舞。在第25集，與宜蘭“閱樂書店”締結為姐妹店後，與向書磊交換地方，到宜蘭當老闆，為期一年。 | 19,21-23,25                           |
| 徐郁淩                 | 女國中生       |          | 門店外的女孩(顧客) |                                       |
| 李政穎                 | 吳晉芢         |          | 陳屎屎的好友，在夜店跟程孟政起衝突。 | 19-20                                 |
| 陳保勳                 | 陳屎屎         |          | 吳晉芢的好友。目睹他跟程孟政起衝突。 | 19-20                                 |
| 陳美女                 | 客人           |          | 因為看不下董欣霓是小三而教訓她 | 22                                    |
| 陳阿純                 | 源叔           |          | 55歲。回收場老闆，向書磊的好友 | 22-23                                 |
| 郭美純                 | 舞蹈老師       |          | 杜可馨的舞蹈老師 | 22-24                                 |
|                        | 流動地瓜店店主 |          | 因為行動不便，過馬路時堵塞交通，由杜可馨幫忙過馬路。她送杜可馨一個地瓜和大豐醫療器材的賬單為報答。 | 23                                    |
| 李國國                 | 蔡勁發         |          | 57歲。大豐醫療器材負責人，跟向天耀狼狽為奸把向天華拉下院長職務，並誣賴向天華收受回扣。 | 23                                    |
|                        | Jessica        |          | 舞團甄選首席評審，批評杜可馨拖延時間，但杜可馨失誤倒下後，讓她重跳。 | 23                                    |
| 蔡阿炮                 | 教授           |          | 叫向書磊蘭他店裡收書。曾經為杜可婕的手稿訂正，被董欣霓發現和歸還。 | 24                                    |
| 林若亞                 | 客人           |          | 書店的客人，台裔留日大學生。李姓。父親已故，而且跟趙老先生一樣，有很多戒嚴時期的禁書，原本想執行父親的遺願，把禁書賣給杜可婕，卻被母親阻止。但願意賣出的書裡，包括《大漠英雄傳》全冊，在幫杜可婕看店時，幫另一書店常客找到他的書。他們偶然碰面，也成為筆友。 | 25                                    |
| 李運慶                 | 常客           |          | 28歲，喜歡武俠小說，尤其是《大漠英雄傳》，暗戀杜可捷。父親患有失智症，已故。繼母患有肝癌末期。 | 25                                    |
|                        | 央央           | 顧客     | 杜可婕的書店顧客，因為感冒，冒雨問讀書會是否繼續，反而拯救了杜可婕書店倒閉的命運。她選擇的書是《Madeline's Rescue (馬德琳的親愛小狗)》 |                                       |

## 電視劇歌曲
| 曲別                 | 歌名              | 演唱者           | 作詞              | 作曲            |
| 片頭曲               | 不該不該          | 孫盛希           | 梁錦興            | 孫盛希          |
| 片尾曲               | 有感情歌          | 黃鴻升           | 張簡君偉、葛大為  | 張簡君偉        |
| 插曲                 | 帶你回花蓮        | 楊弦             | 楊牧              | 楊弦            |
| 插曲                 | 六月的花（台語）  | 紀淑玲           | 紀淑玲            | 紀淑玲          |
| 插曲                 | 昆欄純林（台語）  | 紀淑玲           | 紀淑玲            | 紀淑玲          |
| 插曲                 | 和自己賽跑的人    | 李宗盛           | 李宗盛            | 李宗盛          |
| 插曲                 | 冬夢              | 王菀之           | 青峰              | 王菀之          |
| 插曲                 | 恆溫              | 孫盛希           | Molly Lin、孫盛希 | 孫盛希          |
| 插曲                 | 自以為我以為      | 黃鴻升           | 黃鴻升            | 黃鴻升          |
| 插曲                 | 為何夢見他        | 丘丘合唱團       |                   |                 |
| 插曲                 | 就在今夜          | 丘丘合唱團       |                   |                 |
| 插曲                 | 自由              | 張震嶽           |                   |                 |
| 插曲                 | 武裝              | 五月天           | 阿信              | 阿信            |
| 插曲                 | 美麗的稻穗        | 胡德夫           |                   |                 |
| 鋼琴獨奏（背景音樂） | 升C小調圓舞曲     | 盧佳慧（演奏者） | -                 | 蕭邦            |
| 背景音樂             | 西班牙組曲 (探戈) | 盧佳慧（演奏者） | -                 | 以撒·阿爾班尼士 |

## 收視率

### 週五晚間首播
| 日期                                                          | 集數 | 名稱（出處）                                                            | 收視率 | 收視排名 | 備註                                                            |
| ------------------------------------------------------------- | ---- | ----------------------------------------------------------------------- | ------ | -------- | --------------------------------------------------------------- |
| 2014年4月18日                                                 | 1    | “多希望在撒哈拉與妳共舞” （三毛《撒哈拉的故事》）                       | 0.20   | 5        | 每週五晚上10點首播                                              |
| 2014年4月25日                                                 | 2    | “淡忘於孤獨航行的你” （楊牧《楊牧詩集》）                               | 0.26   | 5        |                                                                 |
| 2014年5月2日                                                  | 3    | “許多名字我一呼喚就會跟著我到夢裡去” （鄭愁予《北極光》）               | 0.17   | 5        |                                                                 |
| 2014年5月9日                                                  | 4    | “當兩顆音符偶然相碰時 便迸出火花來” （鄭愁予《小詩錦》）                | 0.15   | 5        |                                                                 |
| 2014年5月16日                                                 | 5    | “往後對誰來說都是未知的領域” （村上春樹《1Q84》）                       | 0.16   | 5        |                                                                 |
| 2014年5月23日                                                 | 6    | “在這個世界上，是什麼比海洋更寬闊？” （雨果《悲慘世界》）               | 0.14   | 5        |                                                                 |
| 2014年5月30日                                                 | 7    | “是誰失去了使用感情的能力？” （朱天心《古都》）                         | 0.08   | 6        |                                                                 |
| 2014年6月6日                                                  | 8    | “每個人都不是一座孤島” （海明威《》）                                   | 0.07   | 6        | 因播出十點檔《奇皇后》，原時段「巷弄裡的那家書店」改為23:00播出 |
| 2014年6月13日                                                 | 9    | “如果你認識從前的我…” （張愛玲《傾城之戀》）                            | 0.12   | 6        |                                                                 |
| 2014年6月20日                                                 | 10   | 「這世界是一個大麥田」 （沙林傑《》）                                         | 0.11   | 6        |                                                                 |
| 2014年6月27日                                                 | 11   | “一旦惡魔的鏡片鑽入人的眼睛” （安徒生《安徒生童話》）                   | 0.09   | 6        |                                                                 |
| 2014年7月4日                                                  | 12   | “書本裡的世界是唯一的拯治與救贖” （張大春《城邦暴力團》）               | 0.12   | 6        |                                                                 |
| 2014年7月11日                                                 | 13   | 「有些東西是永遠不會忘記的」 （陳雨航《小鎮生活指南》）                 | 0.10   | 6        |                                                                 |
| 2014年7月18日                                                 | 14   | “只有用心，才能真的看見…” （ 《小王子》）                               | 0.14   | 6        |                                                                 |
| 2014年7月25日                                                 | 15   | 「我達達的馬蹄是美麗的錯誤...」 （鄭愁予 《美麗的錯誤》）               | 0.14   | 6        |                                                                 |
| 2014年8月1日                                                  | 16   | 「世界上有不能流淚的哀傷存在。」 （村上春樹《世界末日與冷酷異境》）     | －     | －       | 因播出高雄氣爆專題報導，原時段改為00:00播出                     |
| 2014年8月8日                                                  | 17   | 「卸下這個世界所戴的漂亮面具。」 （米蘭·昆德拉《生命中不能承受之輕》）  | 0.20   | 5        |                                                                 |
| 2014年8月15日                                                 | 18   | 「沒有甚麼使我停留，我是不繫之舟。」 （林泠《林泠詩集》之〈不繫之舟〉） | 0.15   | 5        |                                                                 |
| 2014年8月22日                                                 | 19   | 「你是一株等待甘霖的沙漠植物。」 （梁文道《我執》）                     | 0.12   | 5        |                                                                 |
| 2014年8月29日                                                 | 20   | 「找到開啟無形世界的鑰匙。」 （《鄧肯自傳》）                           | 0.12   | 5        |                                                                 |
| 2014年9月5日                                                  | 21   | 「我的心靈是一隻古老的瓶。」 （瘂弦《瘂弦詩集》之〈瓶〉）               | 0.27   | 5        |                                                                 |
| 2014年9月12日                                                 | 22   | 「在愛憎中省悟簡單而明淨的生活。」 （蘇偉貞《陪他一段》）               | 0.27   | 5        |                                                                 |
| 2014年9月19日，因播出《2014仁川亞運開幕典禮》，故暫停播出一次 |      |                                                                         |        |          |                                                                 |
| 2014年9月26日                                                 | 23   | 「重新找回愛人的勇氣。」 （三毛《親愛的三毛》）                         | －     | －       | 因播出長榮航空亞運特別節目，原時段改為00:00播出                 |
| 2014年10月3日                                                 | 24   | 「選擇原諒是為了重新出發。」 （王文興《玩具手槍》）                     | －     | －       |                                                                 |
| 2014年10月10日                                                | 25   | 「生命的粹煉讓我們成為更好的人。」 （林泠《林泠詩集》〈不繫之舟〉）     | －     | －       | 最終回                                                          |
| 平均收視率                                                    |      |                                                                         |        |          |                                                                 |

- 同時段節目：
  - 三立台灣台：《熱海戀歌》/《阿母》
  - 三立都會台：《我的自由年代》/《喜歡·一個人》
  - 民視：《廉政英雄》
  - 台視：《流氓蛋糕店》/《威廉王子》/《妹妹》
  - 中視：《來自星星的你》/《神的禮物》
- 由AGB尼爾森調查，調查範圍是四歲以上收看電視之觀眾。
- 資料來源：中時娛樂、凱絡媒體週報

## 拍攝場景
- 元智大學
- 外澳車站
- 松山文創園區
- 頭城文創園區
- 瑞芳區茶壺山步道
- 三重區空軍三重一村
- 樹林區新北市立圖書館樹林分館

## 製作團隊
- 出品人：蘇麗媚
- 製作顧問：楊照
- 製作人：郭建宏、張曼娜、詹美瑜
- 編劇統籌：陸亦華
- 編劇：張綺恩、黃國甦、黃宣穎
- 導演：柯翰辰、于胡保
- 監製：辛翠芸、賴彥如
- 企劃：章元莊、羅欣亞
- 製作公司：夢田文創、映畫傳播
- 指導單位：文化部影視及流行音樂產業局
- 執行導演：家銘
- 副導：黃婷芝、郭銘松
- 統籌：陳俊安、李英杰
- 現場執行：李世章、張琨
- 外聯執行：李肇健、胡新沛、劉正暘
- 行政協調：郭彥伶、劉心柔
- 製片助理：邱閎偉、李宗穎
- 攝影師：林俊斌、陳世嶧、柯百聰、陳宗志、簡新祐、傅允浩
- 攝影助理：張庭瑜、黃偉根、劉柏瑋、許立翰
- 協助拍攝：宜蘭縣政府文化局影視協拍中心
- 燈光師：陳彥旭、蘇宏毅
- 燈光助理：蔡岳澄、林信良、李明哲、鄭永鴻、許永祝、王偉嘉、彭子軒、潘清雄
- 收音師：徐宗詮、李勇興
- 收音助理：張世強、劉岳儒
- 特效動畫：BOBBY
- 音樂提供：滾石國際音樂股份有限公司
- 配樂製作：蕭恆嘉、張簡君偉、林振益、楊孟憲、林緒煒
- 音樂指導：吳柏醇（嘉莉）
- 配樂編曲：吳嘉祥、許勝雄、羅毓庭、林耿農、林緒煒
- 後製配樂：簡淑歡
- 後製配樂助理：陳玠含
- 音效：吳培倫、陳融、林傳智
- 剪接：胡鉅漢
- 剪接助理：王聖文
- 預告剪輯：吳姿瑩
- 後製：彭睿穎
- 造型指導：潘倫琳
- 髮型指導：Joe
- 彩妝師：蘇艾璇
- 梳妝師：韓美珍
- 化妝師：盧惠雯
- 服裝師：陳怡如
- 髮妝助理：趙心華、蕭之涵
- 服裝管理：賴佩雯、林千如
- 美術：陳勇志、周義良、許應宏
- 道具師：陳建豐、劉正飛、譚永信
- 道具助理：楊海力、趙心華、張芷瑋、曾華培、莊詠文
- 場務領班：蔡育珉、李建融、黨照元
- 場務助理：李豫群、陳世諺
- 場記：李蕙如、張羽柔、陳舒平
- 過帶人員：蔡名修、蔡佩玲
- 劇照師：劉雀如
- 花絮編導：高筠婷
- 舞蹈指導：舒涵
- 武術指導：柯翰辰、李威[9]

## 獎項紀錄
| 獎項         | 類別                     | 名字                 | 結果 |
| ------------ | ------------------------ | -------------------- | ---- |
| 第49屆金鐘獎 | 節目行銷獎（戲劇節目類） | 夢田影像股份有限公司 | 提名 |

## 週邊商品
- 2014年6月4日，夢田文創舉辦記者會宣布，由於本劇在中國播出後獲廣大迴響，夢田文創將推出15至18條「台灣小旅行」路線，並與新浪微博合作開放中國民眾透過支付寶即時購買台灣小旅行行程[10]。
- 巷弄裡的那家書店原創小說2014年7月1日正式出版。
- 巷弄裡的那家書店電視原聲帶2014年7月15日由滾石唱片發行。
- 《書店裡的影像詩》 - 《書店本事－在地圖上閃耀的閱讀星空》在2014年9月1日出版。

## 電視節目的變遷
- 官方网站－夢田文創
- 官方网站－華視[永久]
- 巷弄裡的那家書店的Facebook專頁

| 中華民國 華視主頻、華視HD頻道 每週五 22:00 - 23:30 · 6/6起，改為每週五 23:00 - 24:30 | 中華民國 華視主頻、華視HD頻道 每週五 22:00 - 23:30 · 6/6起，改為每週五 23:00 - 24:30 | 中華民國 華視主頻、華視HD頻道 每週五 22:00 - 23:30 · 6/6起，改為每週五 23:00 - 24:30 |
| ------------------------------------------------------------------------------------ | ------------------------------------------------------------------------------------ | ------------------------------------------------------------------------------------ |
|                                                                                      | 巷弄裡的那家書店 （2014年4月18日－2014年10月10日）                                   |                                                                                      |
| 施公奇案 （2014年3月18日－2014年4月11日）                                            | 華視夜間新聞                                                                         |                                                                                      |

| 中華民國 龍華偶像台 每週六 20:30 - 22:00 · 6/8起，改為每週日 17:30 - 19:00 | 中華民國 龍華偶像台 每週六 20:30 - 22:00 · 6/8起，改為每週日 17:30 - 19:00 | 中華民國 龍華偶像台 每週六 20:30 - 22:00 · 6/8起，改為每週日 17:30 - 19:00 |
| -------------------------------------------------------------------------- | -------------------------------------------------------------------------- | -------------------------------------------------------------------------- |
|                                                                            | 巷弄裡的那家書店 （2014年4月19日－2014年10月12日）                         |                                                                            |
| 流氓蛋糕店 （2014年1月25日－2014年4月12日）                                | 謊言遊戲 （2014年10月12日－2015年1月4日）                                  |                                                                            |

| 中華民國 TVBS歡樂台 每週六 23:00 - 24:30             | 中華民國 TVBS歡樂台 每週六 23:00 - 24:30                                         | 中華民國 TVBS歡樂台 每週六 23:00 - 24:30      |
| ---------------------------------------------------- | -------------------------------------------------------------------------------- | --------------------------------------------- |
|                                                      | 巷弄裡的那家書店 （2014年5月17日－2014年7月12日）                                |                                               |
| 中國夢之聲 （2014年2月15日－2014年5月10日）          | 16個夏天（22:00-23:30） 夏天過後（23:30-23:45） （2014年7月19日－2014年11月1日） |                                               |
| 每週日 22:00 - 23:30 8/3起，改為每週日 23:00 - 24:30 |                                                                                  |                                               |
| 待查                                                 | 巷弄裡的那家書店 （2014年7月20日－2014年11月16日）                               | 中國夢之聲 （2014年11月23日－2014年11月30日） |

| 香港 Now 101台 每週一至週五 21:30 - 22:30                       | 香港 Now 101台 每週一至週五 21:30 - 22:30          | 香港 Now 101台 每週一至週五 21:30 - 22:30   |
| --------------------------------------------------------------- | -------------------------------------------------- | ------------------------------------------- |
|                                                                 | 巷弄裡的那家書店 （2014年11月25日－2015年1月19日） |                                             |
| 天使之瞳 （2014年10月14日－2014年11月24日）                     | 謊言遊戲 （2015年1月20日－2015年2月16日）          |                                             |
| 香港 ViuTV 星期一至五 19:00 - 20:00 · 2月22日及3月14日 暫停播映 |                                                    |                                             |
| 沒有名字的甜點店 （2016年12月16日－2017年1月20日）              | 巷弄裡的那家書店 （2017年1月23日－2017年3月21日）  | 結婚好嗎？ （2017年3月22日－2017年5月16日） |